# Luisa Garibaldi
Luisa Garibaldi   (Gènova, 1884 - Gènova, 1917) fou una mezzosoprano italiana.
Els cognoms dels seus pares van ser objecte d'una anècdota memorable: quan Louise Garibaldi va ser contractada per a una temporada d'òpera al "Gran Teatro di Trieste", un policia austríac li va ordenar que prengués el cognom de la seva mare, ja que el nom del seu pare, que es deia Giuseppe Garibaldi exactament com l'heroi de Niça, hauria causat preocupació a la ciutat en l'època dels Habsburg. Però com que la seva mare era filla d'un tal Giuseppe Mazzini, el policia va canviar d'opinió, ja que creia que el record de Giuseppe Mazzini era encara pitjor que el de Garibaldi.
Luigia Garibaldi, el seu nom real, es va formar en cant sota la tutela del baríton Vittorio Carpi a Florència. Va començar la seva carrera artística en concerts abans de debutar en òpera el 1901 al Teatro Paganini de Gènova, interpretant Fenena a Nabucco de Verdi. Posteriorment, va actuar en escenaris destacats com Torí, Brescia, Milà i Roma. El 1905, va participar en l'estrena de La Cabrera de Gabriel Dupont al Teatro Costanzi de Roma. La temporada següent, 1906-07, va incorporar al seu repertori L'or del Rin de Wagner i La figlia di Jorio de Franchetti. La seva trajectòria internacional la va portar a Buenos Aires, Rio de Janeiro i Montevideo el 1908. L'any següent, va interpretar Adalgisa a Norma de Bellini al Teatro San Carlo de Nàpols, compartint escenari amb Giannina Russ.
Va obtenir un gran èxit a Sud-amèrica: al Teatre Solís de Montevideo va interpretar Brangania a Tristan und Isolde dirigida per Arturo Toscanini, mentre que al Teatre Colón de Buenos Aires va ser Maddalena a Rigoletto i Ulrica a Un ballo in maschera. Va destacar en Norma al Teatre Comunale de Bolonya després de Virginia Guerrini, i el 1913 va cantar a l'estrena mundial al "Teatro alla Scala" en el paper de Stella a Parisina de Pietro Mascagni, juntament amb Tina Poli Randaccio, Hipòlit Lázaro i Carlo Galeffi. Al Teatre Costanzi de Roma va aparèixer a Rigoletto en un espectacle reservat a les famílies dels caiguts a la guerra d'Àfrica.
Durant la temporada 1915-1916, va cantar al Gran Teatre del Liceu de Barcelona. La seva última actuació va tenir lloc al Teatro Politeama Genovese de Gènova, on va interpretar novament Norma de Bellini.